# ゆりキャン 〜ゆりかのキャンパスライフ〜
『ゆりキャン 〜ゆりかのキャンパスライフ〜』（ゆりキャン ゆりかのキャンパスライフ）は、原作：原田重光、作画：瀬口たかひろによる日本の漫画。
『ヤングアニマル』（白泉社）で、2010年No.10に読切掲載され、同年No.20からNo.22に短期集中連載された。その後、2011年No.5から本格連載となり、2013年No.2まで連載された。

## あらすじ
百合が横行する白泉女子大学に通うノンケの女学生ゆりかは、なぜか同性を惹きつけてしまう強烈なフェロモンを持っていて、なぜか雄しべを持つ学園一のお姉さまと噂され、なぜか同級生に迫られることが日常茶飯事となっていた。
そんなある日、父親の会社が倒産してしまったという悲報と共に無一文となってしまったゆりかは、女をコマすスケコマシになれという父親の驚くべき助言に困惑する。しかし偶然にも成功してしまったことを機にゆりかは決心する。この忌まわしきフェロモンで女性を翻弄し、女スケコマシになることを――。

## 登場人物
上代 ゆりか（かみしろ ゆりか）
本作の主人公。元セレブの大学2年生。白泉女子大学の女帝として君臨するお姉さまだが、本人は至ってノーマルだと主張する。作中ではかなりの美人として描写されるが、なぜか男性には好かれず残念な美女と言われることが多く、未だに男性経験のない処女。同性を惹きつけるフェロモンを生まれながらに持ち、物語当初はその能力に困惑していたが、父親の破産で無一文になったことをきっかけにあらゆる女性から養って貰う女スケコマシになることを決意した。軽薄な性格が起因して様々な困難に見舞われるが、巧みな口説き文句で女性をコマして無理やり解決するのがお約束。そしてコマすと決めた時には決めポーズを取るのもお約束。独自に編み出した100のコマシテクを持つ。
マンションを追い出されてからは幼なじみの沙織の部屋に転がり込み、働くこともなくヒモ同然の生活をしている。しかし、実際はコマした女の子の部屋に外泊することが多く、その度に沙織をやきもきさせている。意外と料理が得意。一時的にキャバクラに勤めていたことがある。なりゆきで売春サークル摘発のためのスパイとなる、売春サークルに所属した際の源氏名はユリエ。
沙織（さおり）
ゆりかの幼なじみの大学2年生、名字は不明。ゆりかとは同級生だが学部が違ったことから会う機会がなく、数年ぶりに顔を合わせた。幼い頃からゆりかに恋愛感情を抱くガチのレズビアンだが、本人は断じてノーマルだと言い張っている。ゆりかの度重なるスケコマシ行為に愛想を尽かしそうになることも多いが、最終的には許してしまうことが多い。当初は激しい嫉妬心を露わにしていたが、キャバクラ編ではゆりかの口説き文句の解説をしたり、ゆりかにコマされた女の子相手に一歩も引かない貫禄を見せつけたりと、次第に精神的に強くなっていく。売春サークル編ではピンチに陥ったゆりかの元に下着を被った姿で登場し、偏った性癖を暴露しつつも、窮地を救った。ゆりかのその場しのぎの言葉をプロポーズと勘違いし、有頂天となっている。
同居していることから大学内ではゆりかの正妻だと噂されていた。実家がかなりの資産家なのか、ブラックカードを所持している。
有栖川 茜（ありすがわ あかね）
フランス人形のような容姿のゴスロリ少女、大学1年生。金銭目当てで口説くゆりかとは違い、肉体的に女の子が大好物で、見た目とは裏腹に下品なテクニックを持つ女たらしで寝取り騒動の真の犯人。たらす際には独特の関西弁で喋る。ゆりかと対峙した際には返り討ちに合い、敵う相手ではない百合モンスターだと認識する。売春サークル編では紫苑倶楽部に潜入し、ハーレムを築くつもりだったが、セシリアに返り討ちにあってしまう。
同居していた女性に追い出されたことから、白百合の棟を訪れ、寮母の雪村をタラシて居候する。
雪村（ゆきむら）
学生寮の寮母。28歳、独身。眼鏡をかけた黒髪ロングの女性で、普段はメイド服を着用している。生真面目な性格で、白百合の棟の女生徒を不純な理由で口説き落とすゆりかや茜を危険視しているが、欲求不満気味で押しに弱く、自身も2人に口説き落とされた。茜をペットとして居候させている。
アケミ
高級クラブ「カルミラ」のママ。ゆりかにコマされキャバクラ嬢として採用する。
霞（かすみ）
カルミラのNo.1で女吸血鬼と呼ばれる女性。本名かどうかは不明。その美貌から男性から好意を寄せられることが多く、学生時代にを周囲の女性から疎まれていたことが原因で女嫌いとなっていた。ゆりかと女友達になるが、すぐに解消されコマされる。
渚（なぎさ）
カルミラのNo.2でギャル風の女性。本名かどうかは不明。No.1の霞は馴れ合いを嫌うため、実質カルミラを仕切っている。ゆりかに陰湿な虐めを行うが次第にゆりかの虜となり、最終的には病んでしまいヤンレズとなる。
恋（れん）
カルミラのNo.3で童顔の女性。本名かどうかは不明。素直な性格でホストに騙されそうになるところをゆりかに助けられ、それ以来ゆりかを慕う。
矢上（やがみ）
カルミラの男性マネージャー。
セシリア・チェン
台湾からの留学生。元女優で類まれなる美貌を持つ女性。房中術なる性行為によって互いの気をやりとりする性技を扱い、社交サークルだった紫苑倶楽部で私設ハーレムを作り、女学生達に売春を強要していた女衒。元は地味な女性だったが、房中術によって女生徒達の気を集めることで美しさを保っていた。性行為をする際は独特の体位で交わう。
売春行為は理事会から問題視されており、スパイとして送り込まれたゆりかと一時的に手を組むが次第に対峙し、コマされて紫苑倶楽部をゆりかに奪われる。その後、退学し帰国した。
スー
台湾からの留学生。お団子頭が特徴的な少女。セシリアの側近で売春行為を補佐している、常時トンファーを背負っているが、扱いは苦手。
紫苑倶楽部に侵入してきた茜と鉢合わせし、タラされてしまう。紫苑倶楽部を奪われた後はセシリアと同じく退学し帰国した。
恵（めぐみ）
地味な雰囲気の少女。内気な性格で、ゆりかに想いを抱いていたが身を引いていた。セシリアに売春を強要されるも拒み、気を吸い取られ憔悴してしまう。その後は快方に向かっていた。
マミ
売春サークルに雇われていた女性。本名かどうかは不明。セシリアの性技の虜となっており、ゆりかはコマし損ねた。
美奈子
極道の妻の女性。売春サークルのブラックリストに入っていた。ゆりかにコマされる。
MANA（マナ）
世界的なファッションモデルの女性。チェンジ魔で売春サークルのブラックリストに入っていた。一時はゆりかを突き放すも、コマされる。
寧々（ねね）
お嬢様風の少女。売春サークルのブラックリストに入っており、出禁となっていた。非常に偏った性癖を持ち、ゆりかはコマすことを断念しかけたが、沙織に諭され改心した。
桐生徹（きりゅう とおる）
理事長の息子。紫苑倶楽部を摘発するためにゆりかをスパイとして雇う。
瞳
Gカップの巨乳を持つ女性。失恋したばかりのところで、ゆりかに迫る。
琴美
花嫁に憧れる女性。ゆりかの言葉をプロポーズと勘違いし、ゆりかに迫る。
舞
合コンに明け暮れる女性。ゆりかと合コンをした際に百合に目覚め、以後は女性同士の百合コンをしている。
綾瀬
有名な弁護士の娘。正義感が強く、ゆりかの度重なるスケコマシ行為を起訴しかけたが、コマされてしまい断念する。
翔子（しょうこ）
極道の娘でヤンキー少女。毎晩寮に仲間を呼びつけて騒音騒動を起こしていたが、ゆりかにコマされ改心する。
上代 陣（かみしろ じん）
ゆりかの父。資産家だったが会社が倒産し多額の借金を作ってしまい、以後ゆりかとは連絡を取っていなかった。昔は伝説のスケコマシと呼ばれた男で、結婚時にスケコマシは引退したが、借金取りから逃げる生活を続けるうちに行き倒れてしまい、死の淵にまで追いやられるがそこでかつてのようなスケコマシとして復活する。初登場時は中年太りして頭頂が禿げ上がった姿だったが、27話で再登場した際には逃亡生活で体が引き締まり、カツラもかぶってかつての男前に戻っている。

## 単行本
- 原作：原田重光、作画：瀬口たかひろ 『ゆりキャン 〜ゆりかのキャンパスライフ〜』 白泉社〈ジェッツコミックス〉、全5巻
- 第1巻 ISBN 978-4-592-14831-9 （2011年7月29日発売）
- 第2巻 ISBN 978-4-592-14832-6 （2012年1月27日発売）
- 第3巻 ISBN 978-4-592-14833-3 （2012年6月29日発売）
- 第4巻 ISBN 978-4-592-14834-0 （2012年11月29日発売）
- 第5巻 ISBN 978-4-592-14835-7 （2013年4月26日発売）